# Petr Dědek
Petr Dědek (* 28. února 1974, Vrchlabí) je český podnikatel, golfový promotér a většinový vlastník HC Dynamo Pardubice.
Dědek pochází z Vrchlabí, po maturitě začal na začátku 90. let 20. století spolu se svým otcem podnikat v elektromontážích. Dědkův otec za socialismu pracoval ve společnosti Stavomontáže Hradec Králové. V roce 1996 založil Dědek svou první firmu, Elektromont. Postupem let přesáhla Dědkova podnikatelská činnost hranice krkonošského regionu.
Dědek je majitelem skupiny firem pod hlavičkou DD Group. Páteří jeho skupiny jsou společnosti D+D Real a D&D Elektromont. Dnes jeho společnosti podnikají v realitách a postavily mj. několik logistických parků, které Dědek pronajímá významným partnerům v čele se Škodou Auto.  Angažuje se rovněž v politice, v letech 1999–2009 byl členem ODS, ve volebním období 2006–2010 tuto stranu reprezentoval jako zastupitel a radní ve Vrchlabí. Ve volbách 2010 kandidoval ve Vrchlabí za STAN, mandát ale nezískal. Následně se z aktivní politiky stáhl.
Dědkovou vášní je golf a jím založená firma Relmost je jednou z největších evropských golfových promotérských firem. Dědek pořádá od roku 2014 každoročně turnaj Czech Masters v rámci PGA European Tour na hřišti Golf Resort Albatross. Je též vlastníkem televizního kanálu Golf Channel.
Dlouhodobě též působí v prostředí hokeje. Podporoval, a v minulosti také vlastnil, klub ve svém rodišti, HC Stadion Vrchlabí. V červnu 2020 se stal majoritním vlastníkem extraligového Dynama Pardubice, jemuž už v lednu téhož roku finanční injekcí zásadně pomohl k extraligové záchraně. Především díky tomu Petr Dědek získal prestižní bronzovou pozici v široké konkurenci v projektu Český Goodwill za rok 2020. Jako svůj cíl vytyčil návrat Dynama do nejvyšších pater tabulky. Vrchlabský klub se stal partnerským klubem Dynama a díky tomuto partnerství se přihlásil do 1. ligy. Po dvou letech spolupráce se Dynamo rozhodlo smlouvu vypovědět s tím, že je pro klub výhodnější mít farmu blíže Pardubic. Management Dynama získal licenci pro 2. ligu a tu následně směnil s Vrchlabím, které se rozhodlo pokračovat zcela samostatně. Dynamo následně vytvořilo svůj záložní tým v 1. lize, kterou hraje v Chrudimi. Od roku 2022 Dědek plánuje postavit novou multifunkční halu, do které by se Dynamo přestěhovalo, v červnu 2023 požádal pardubickou radnici o změnu územního plánu, bez které by nemohl stavbu zahájit. Změna územního plánu byla schválena v prosinci 2023.
V roce 2019 ho časopis Forbes zařadil na 65. místo nejbohatších Čechů. O rok později si polepšil na 54. místo. V roce 2021 byl pak zařazen na 63. místo s majetkem kolem 5 mld. Kč. V roce 2022 se v žebříčku objevil na 38. místě. Naopak v roce 2023 si pohoršil o tři příčky a umístil se na 41. místě.
Dědek je dvojnásobným otcem, má syny Petra (* 1992) a Dannyho (* 2016).

## Kauzy a kontroverze
Jméno podnikatele Petra Dědka je spojeno s několika kontroverzními aktivitami. V roce 2008 zahájil v Pardubicích-Rosicích výstavbu obřího logistického centra, k jehož vybudování nedostal stavební povolení z důvodu nesplnění podmínek města ohledně dopravního napojení. Petr Dědek první dvě výzvy k přerušení stavby ignoroval. Stavební práce tak probíhaly bez povolení téměř devět měsíců. Dodatečné povolení ke stavbě nakonec jeho firma D+D získala na jaře 2010. Spekuluje se o tom, že k legalizaci černé stavby pomohla intervence pražského primátora Pavla Béma u primátora Pardubic Jaroslava Demla, sám Dědek tuto interpretaci popřel. K výstavbě centra se pojí i další kauza Petra Dědka. Jeho firma D+D Real odmítla zaplatit společnosti S-Projekt za služby s tím, že dotčená firma neuspěla při včasném vyřízení potřebných stavebních povolení, a tudíž odvedla špatné služby. Kvůli této pohledávce ve výši 6 milionů korun podnikateli Dědkovi hrozilo insolvenční řízení.
V souvislosti s kauzou Dozimetr vyšlo najevo, že Dědek (sám sponzor hnutí ANO) strávil vánoční dovolenou v roce 2019 na Mauriciu se stíhaným podnikatelem Michalem Redlem. Dědek však jakékoliv obchodní vazby na Redla popřel.
Mediální pozornost pravidelně získává jeho působení v Dynamu a celkově hokejovém hnutí. Smlouva je podle části pardubické politické reprezentace nevýhodná.  V roce 2021 v souvislosti s kompenzacemi ztrát kvůli pandemii covidu-19 vymohl na městě finanční injekci ve výši 6 milionů korun, a to přesto, že již dříve obdržel kompenzaci ve výši 12 milionů korun, avšak Dědek se odkázal na příslušný bod smlouvy s tím, že v případě „vyšší moci“ se akcionáři o ztrátu dělí. Dědek se angažuje v hokejovém hnutí a byl jedním z nejvýraznějších kritiků bývalého prezidenta hokejového svazu Tomáše Krále a upozorňoval na špatné nakládání se svazovými prostředky. Po Králově rezignaci veřejně podpořil jeho nástupce Aloise Hadamczika. Dědek je také hlasitým kritikem nakládání s televizními a reklamními právy na extraligu a smlouvy s BPA.